# Бригадна бойова група

Стандартне позначення бригади в армії США

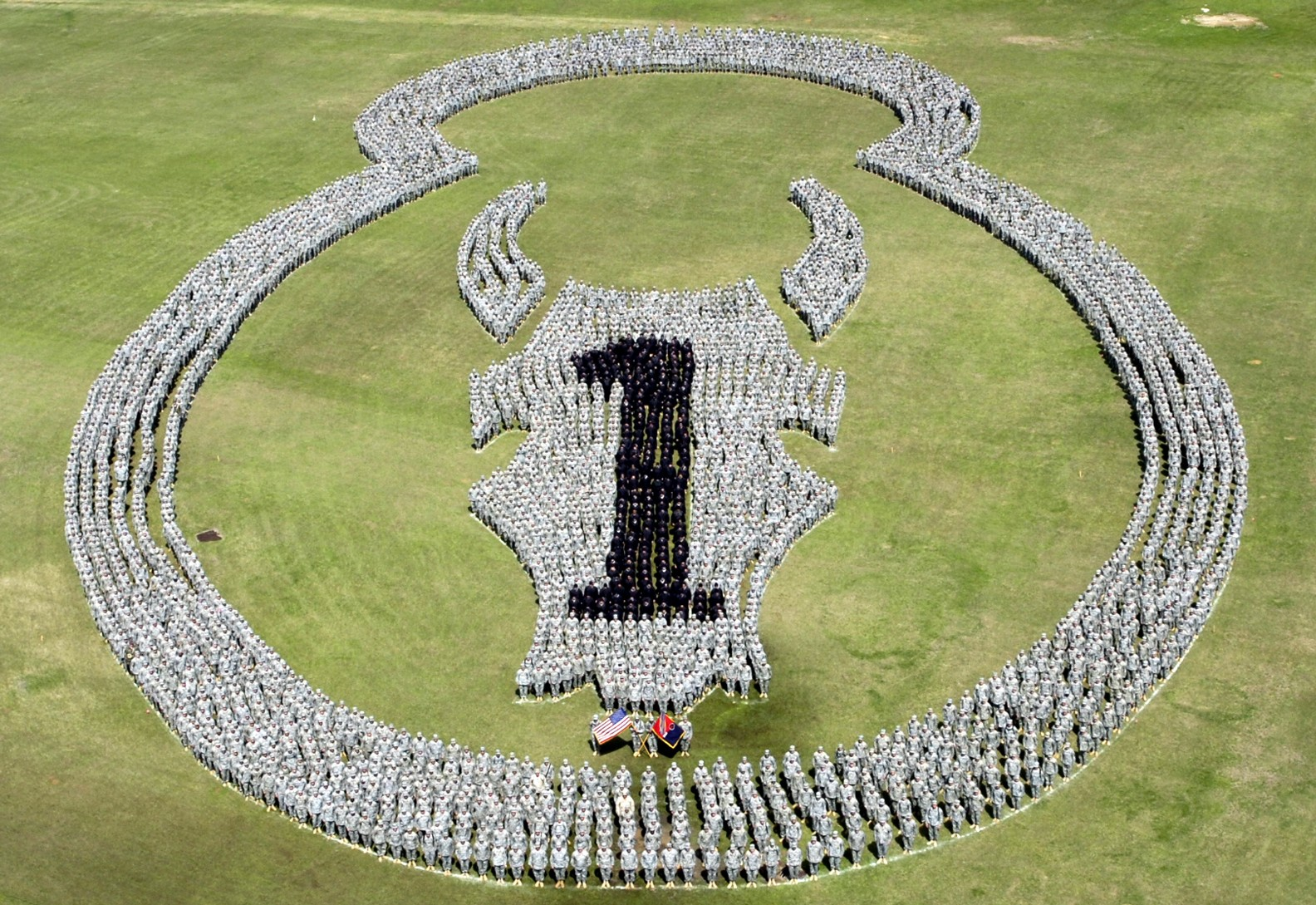
Шикування особового складу (4 000 військових) 1-ї бригади 34-ї піхотної дивізії у формі емблеми з'єднання з нагоди реформування останньої. Березень 2006

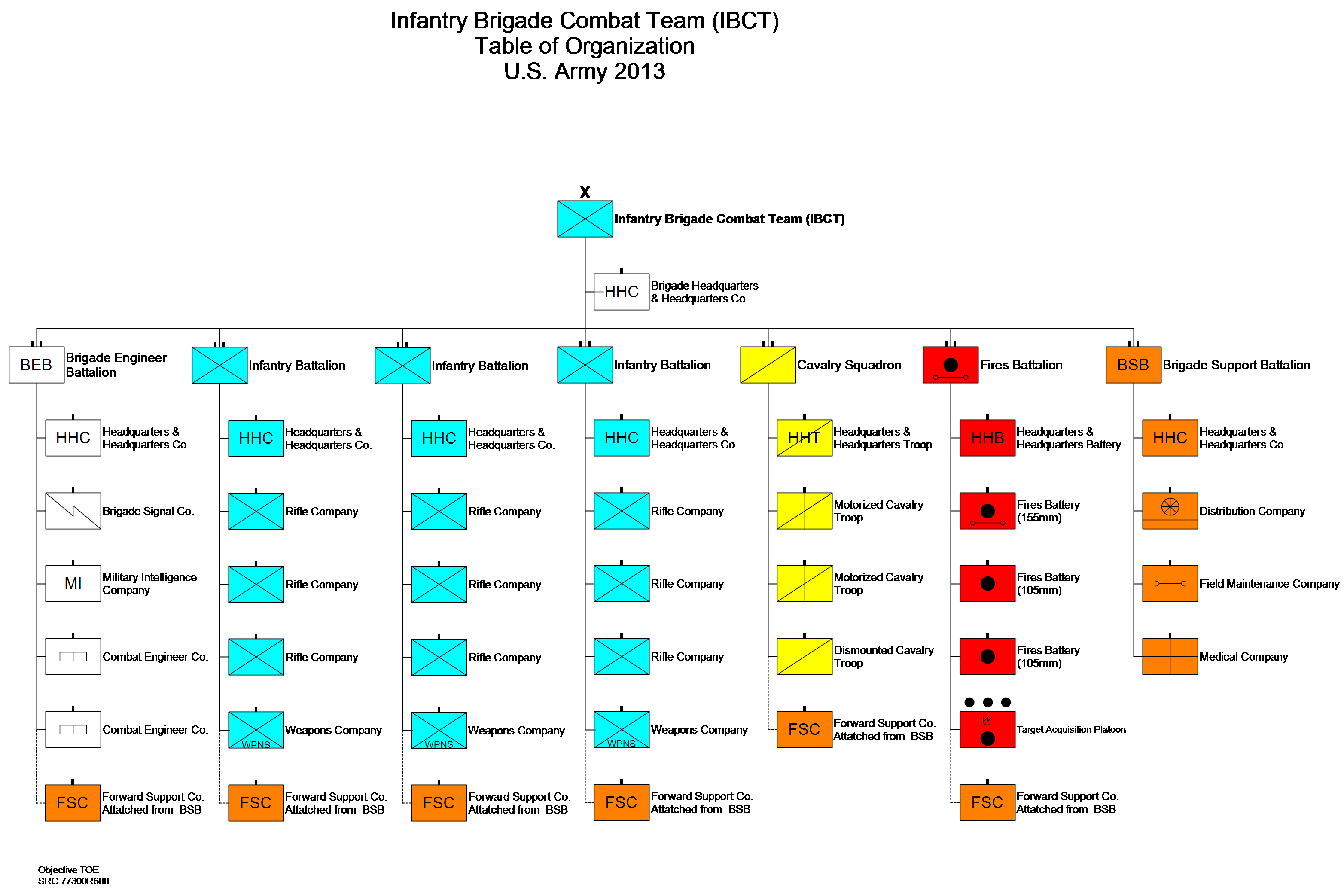
Організаційно-штатна структура легкої (піхотної) бригадни

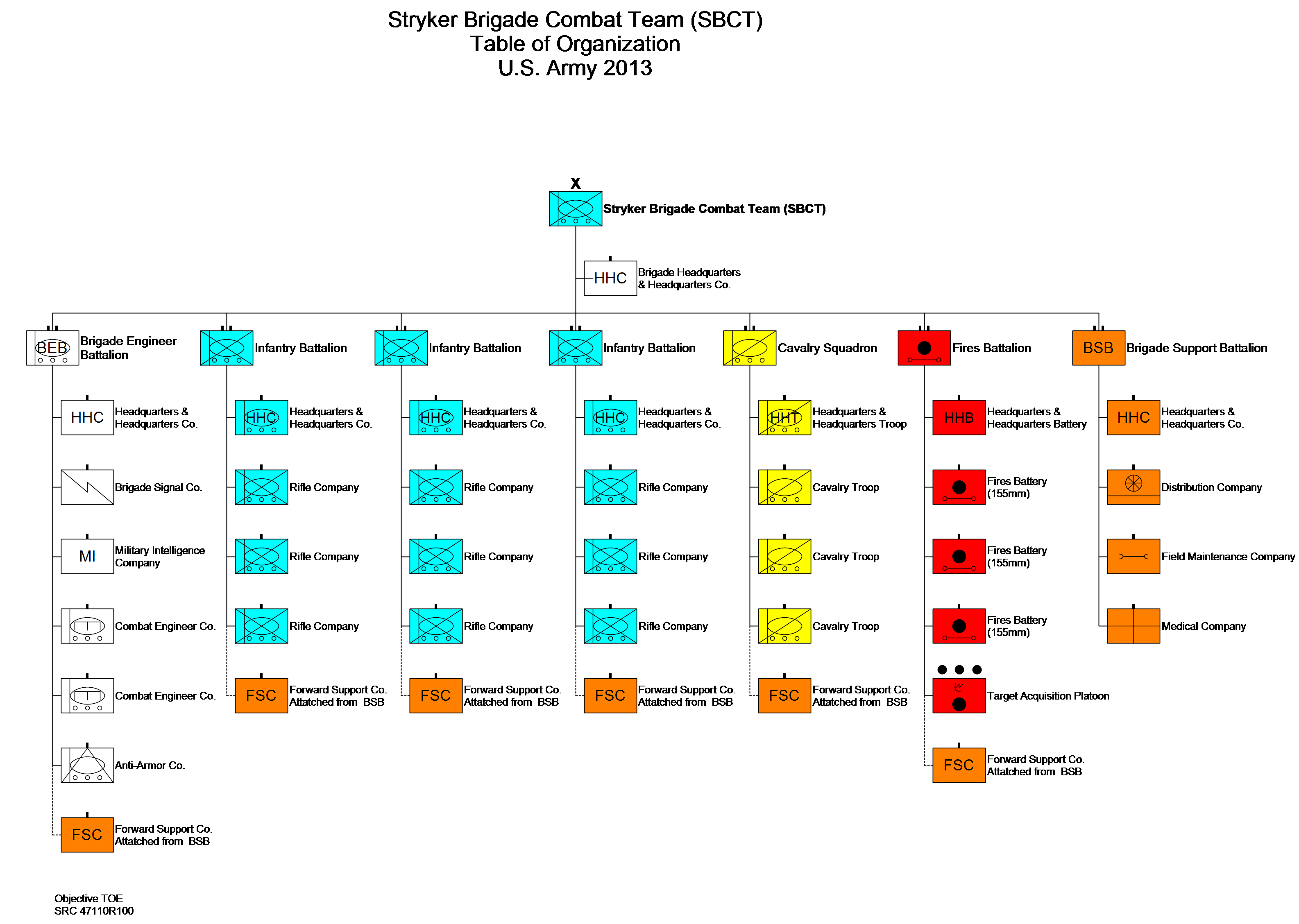
Організаційно-штатна структура середньої («Страйкер») бригади

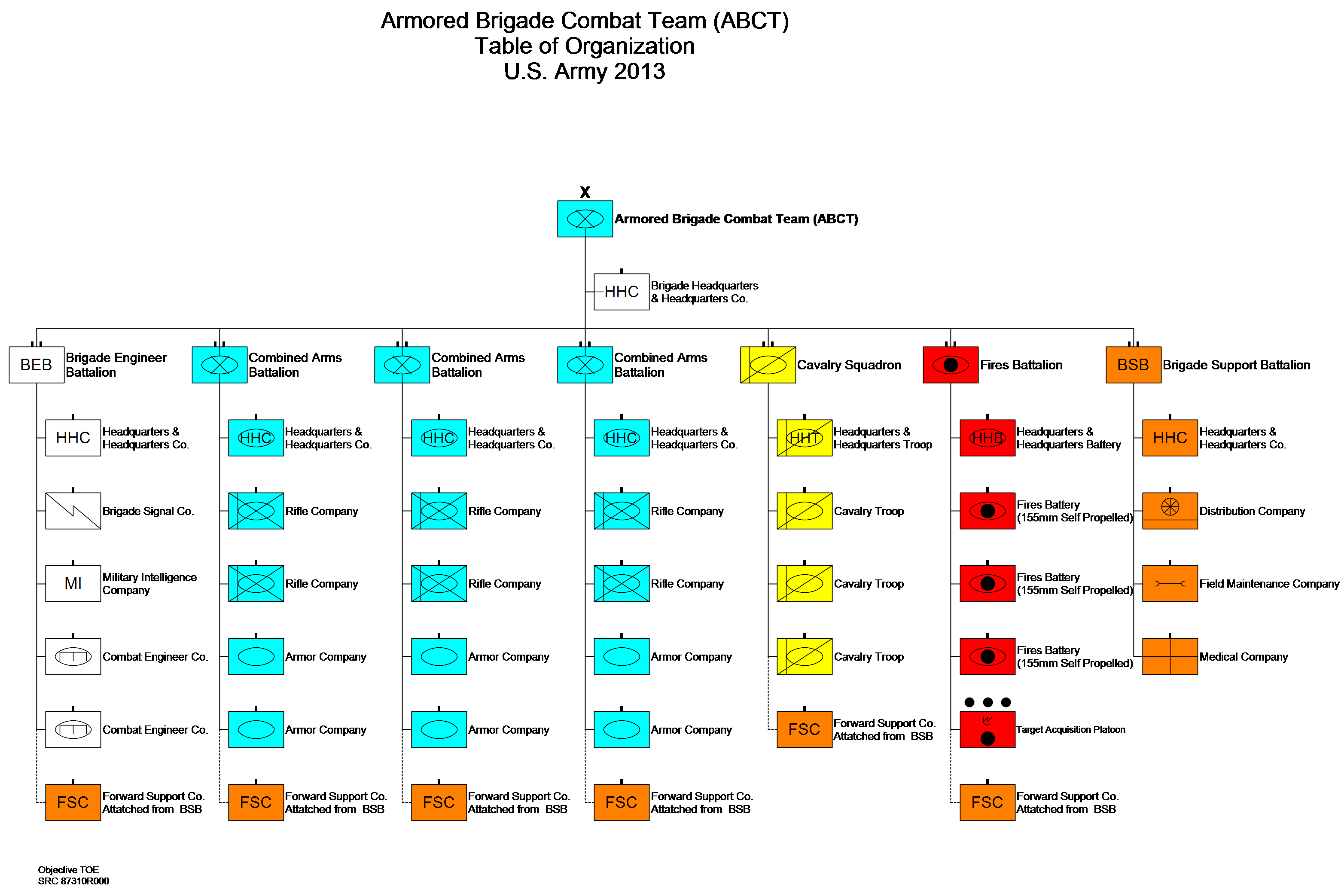
Організаційно-штатна структура важкої (бронетанкової) бригади

Не варто плутати з бригадою — військовим з'єднанням багатьох армій, зокрема і з бригадою армії США
Бригадна бойова група (англ. Brigade combat team, BCT) — основне тактичне військове формування в сучасній армії США, яка складається, як правило, з фундаментальної основи — бригади зі складу бойових родів військ сухопутних військ, з підрозділами (частинами) забезпечення та підтримки. Бригадна бойова група цілком збалансований військовий механізм, насичений усіма компонентами для успішного ведення бойових дій й здатний діяти на полі бою автономно, поза залежності від засобів посилення дивізійного або іншого підпорядкування.
Бригадною бойовою групою командує, як правило, офіцер у ранзі «полковник», іноді «бригадний генерал».

## Легка піхотна бригада
Легка піхотна бригада, станом на 2014 рік, загалом нараховує 4413 осіб в основі якої знаходиться три піхотних батальйони. Бригади інших типів (легкої піхоти чи повітрянодеснтні) мають таку ж базову структуру. Кожна піхотна бригада здатна виконувати десантні операції.
Піхотний батальйон
- штаб та штабна рота;
- стрілецька рота;
- озброєна рота.

## Список активних бригадних бойових груп армії США[1]
- Форт Беннінг, Джорджія — 1 бригада
- Форт Блісс, Техас — 4 бригади
- Форт Брегг, Північна Кароліна — 4 бригади
- Форт Кемпбелл, Кентуккі — 4 бригади
- Форт Карсон, Колорадо — 4 бригади
- Форт Драм, Нью-Йорк — 3 бригади
- Форт Худ, Техас — 5 бригади
- Форт Нокс, Кентуккі — 1 бригада
- Форт Льюїс, Вашингтон — 3 бригади «Страйкер»
- Форт Полк, Луїзіана — 1 бригада
- Форт Річардсон, Аляска — 1 бригада
- Форт Рейлі, Канзас — 3 бригади
- Форт Стюарт, Джорджія — 3 бригади
- Форт Вейнрайт, Аляска — 1 бригада «Страйкер»
- Шофілд Барракс, Гаваї — 1 бригада; 1 бригада «Страйкер»
- Форт Ірвін, Каліфорнія — 1 бригада
- Південна Корея — 1 бригада
- Німеччина — 1 бригада «Страйкер»
- Казерма Єдерле, Італія — 1 бригада

Кількість військовослужбовців у кожній бригадній бойовій групі різниться в залежності від того, легка (4 413), важка (4 743) або це бригада «Страйкер» (4 509).